# VDM Publishing
Palmarium Academic Publishing - видавничий дім у Німеччині. Публікує дослідницькі роботи.
Palmarium Academic Publishing є асоційованим членом Американської асоціації книгопродавців і асоціації книгопродавців Великої Британії та Ірландії.
Методи видавництва  з метою отримання рукописів від окремих осіб, а також для надання авторам появи рецензованої історії публікацій були поставлені під сумнів. Академічність видань сумнівна, вони позначаються як неакадемічні за норвезьким науковим індексом.

## Група видавництв у Саарбрюккені
VDM Publishing —  група видавництв у Саарбрюккен, ФРН, філії в Маврикії і Молдові.
Перший видавничий дім цієї групи, Verlag Dr Müller, засновано в Дюссельдорфі в 2002 р. Вольфгангом Мюллером і було перенесено в Саарбрюккен в 2005 р. В 2007 р. група стала розповсюджувати свої публікації через сайти Amazon, Amazon.co.uk, Lightning Source і німецьку компанію Books on Demand.

## Діяльність
VDM публікує дисертації і дослідницькі роботи німецькою, російською, французькою та англійською мовами. Послуги видавництва безкоштовні для авторів. Редактори видавництва по інтернету шукають потенційних авторів наукових робіт, а потім за допомогою електронної пошти пропонують їм опублікувати роботу. Згідно з FAQ про дисертації у галузі технічних наук Мічиганського технологічного університету, VDM — законно діюча видавницька група, а їхні електронні повідомлення не є шахрайськими. Тим не менш, книги, які вона публікує, не проходять рецензування, тому не є якісним доповненням списку публікацій автора.